# Сирийское арабское информационное агентство
Сирийское арабское информационное агентство (САНА) (араб. الوكالة العربية السورية للأنباء‎ (سانا), англ. Syrian Arab News Agency (SANA)) — сирийское государственное информационное агентство. Штаб-квартира располагается в Дамаске. Агентство освещает местные сирийские, арабские, а также международные события.

## История
Агентство САНА было создано в 1965 году.
Сайт на русском языке был запущен агентством в 2011 году.

## Агентство сегодня
Агентство подчиняется Министерству информации Сирии. Помимо Сирии штаб-квартиры САНА расположены в Бейруте, Париже, Москве, Аммане, Тегеране, Эль-Кувейте, Каире, Триполи, Риме и Анкаре.